# Manu Lhoir
Manu Lhoir (Zinnik, 24 juli 1975) is een Belgisch voormalig wielrenner. Hij reed voor onder meer Lotto en Team Fakta. Lhoir wist in zijn carrière geen professionele koersen op zijn naam te schrijven.

## Grote rondes
Geen